# Antwon Tanner
Antwon Tanner est un acteur américain né le 14 avril 1975 à Chicago. Il est principalement connu pour le rôle de Skills (Alias Antwon Skills Taylor) dans la série Les Frères Scott. Il joue le copain d'enfance de Lucas Scott passionné par le basket-ball.

## Filmographie

### Télévision

#### Téléfilms
- 2018 : La Proposition de Noël (The Christmas Contract) de Monika Mitchell : Martin
- 2019 : Un Baiser pour Noël (A Christmas Wish) de Emily Moss Wilson : John

#### Séries TV
- 1995 : Le Client : Sir Echo (saison 1, épisode 14)
- 2000 : Boston Public : Kevin Jackson : (saison 1, épisodes : 1, 10, 16, 19, 20, 22)
- 2000 : City of Angels : Isaac : (saison 2, épisode 10)
- 2001 : New York Police Blues) : Devon Claridge (saison 9, épisode 12)
- 2002 : Washington Police : Lester Richards (saison 3, épisodes 11, 22)
- 2003-2012 : Les Frères Scott : Skills Taylor (saisons 1 à 9)
- 2006 : Les Experts : Jeremiah : (saison 6, épisode 20)
- 2010 : Chase : (saison 1, épisode 17)
- 2014 : Rizzoli & Isles : (saison 4, épisode 15)
- 2015 : Rosewood : Sylvester (Saison 1, épisode 19)
- 2018 : Unsolved (saison 1, épisode 4)
- 2018: The Rookie (Saison 1, épisode 5)
- 2019: Lucifer saison 4, épisode 8

### Cinéma
- 1997 : 187 code meurtre de Kevin Reynolds
- 2000 : Aniki, mon frère de Takeshi Kitano : Colin
- 2001 : The Brothers de Gary Hardwick
- 2003 : Hot Parts de Jennifer Marchese
- 2005 : Brothers in Arms de Jean-Claude La Marre
- 2005 : Coach Carter de Thomas Carter
- 2007 : 75 secondes pour survivre de Brian Hooks (en) et Deon Taylor

### Jeu vidéo
- 1996 : Hack dans Soviet Strike
- 1997 : Hack dans Nuclear Strike

### Clip vidéo
- 2010 : " Hope " de  Twista feat Faith Evans